# Rosalba Carriera
Rosalba Giovanna Carriera (Venècia, 1675-1758) va ser una pintora d'estil rococó, coneguda sobretot pels seus retrats en pastel i que va treballar a Venècia, París i Viena. De les seves obres, destaquen Autoretrat (1709) i Dona jove amb lloro (1730). Va inspirar Maurice Quentin de La Tour en l'ús dels pastels.

## Biografia
Nascuda a Venècia, era filla d'un venedor i una puntaire. Va començar pintant caixes de tabac rapè. Va ser una de les primeres miniaturistes europees i va desenvolupar una tècnica de pintura sobre marfil molt valorada en la seva època, especialment pels britànics, que li va permetre ser membre de la prestigiosa Accademia di San Luca de Roma.
El 1703 va començar a especialitzar-se en la tècnica del pastel, en la que va destacar, especialment en al·legories i en retrats d'homes i dones. Els seus retrats, que són realistes i combinen delicadesa i gràcia amb espontaneïtat, van tenir molt d'èxit en la seva època.
El 1716 va conèixer al banquer i col·leccionista parisenc Pierre Crozat. El 1720 va anar a Paris convidada per Crozat i acompanyada per la mare i les germandes d'ella, així com de l'artista venecià Anton Maria Zanetti el vell. Crozart la va introduir en l'escena artística i a la cort reial, on era molt admirada. En aquella època també va conèixer al mestre rococó Jean Antoine Watteau i el 1720 va ser nomenada membre honoraria de l'Académie royal de peinture et de esculpture de París. Les seves obres van estar molt sol·licitades pels rics europeus pendents de la moda.
L'any 1721 Carriera tornà a Venècia cansada de la intensa vida social parisenca. A partir d'aquell moment, excepte dues visites, una a Mòdena l'any 1723 i una altra a Viena el 1730 per treballar per l'emperador Carles VI, rara vegada va abandonar Venècia on vivia amb la seva mare i les seves germanes vídues.
Segons l'informe que l'any 1968 es va elaborar amb relació a l'Exposición retrospectiva de Pintura, Escultura y Artes Suntuarias del 1867 a l'Acadèmia de Belles Arts de Barcelona, s'hi va poder veure obra de Rosalba Carriera.
El 1998, es va vendre la seva Personificació femenina de l'estiu per més de cent mil dólars.
Es conserva obra de Rosalba Carrieri a la Galeria de l'Academia de Venècia, a la Galleria degli Uffizi de Florència i a la Galeria i a la Gallerie Estensi de Mòdena.

## Galeria

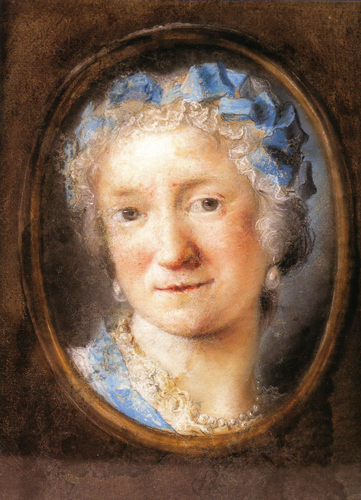
Autoretrat
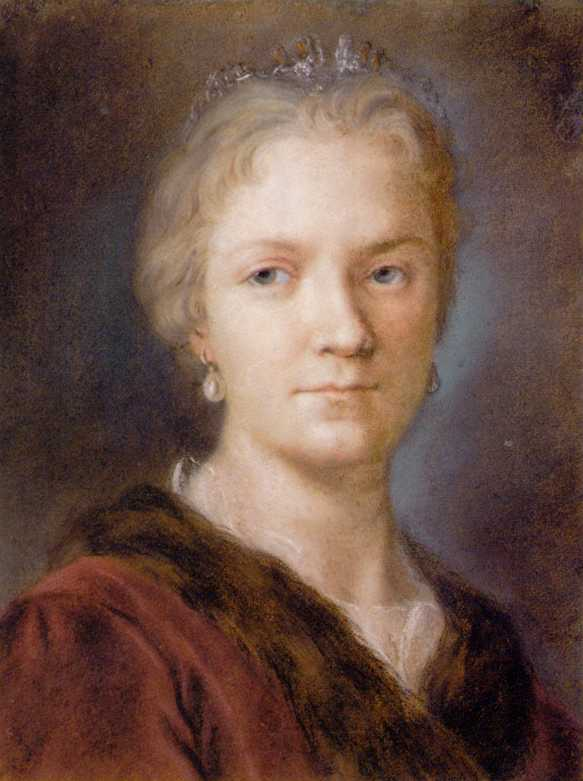
Autoretrat
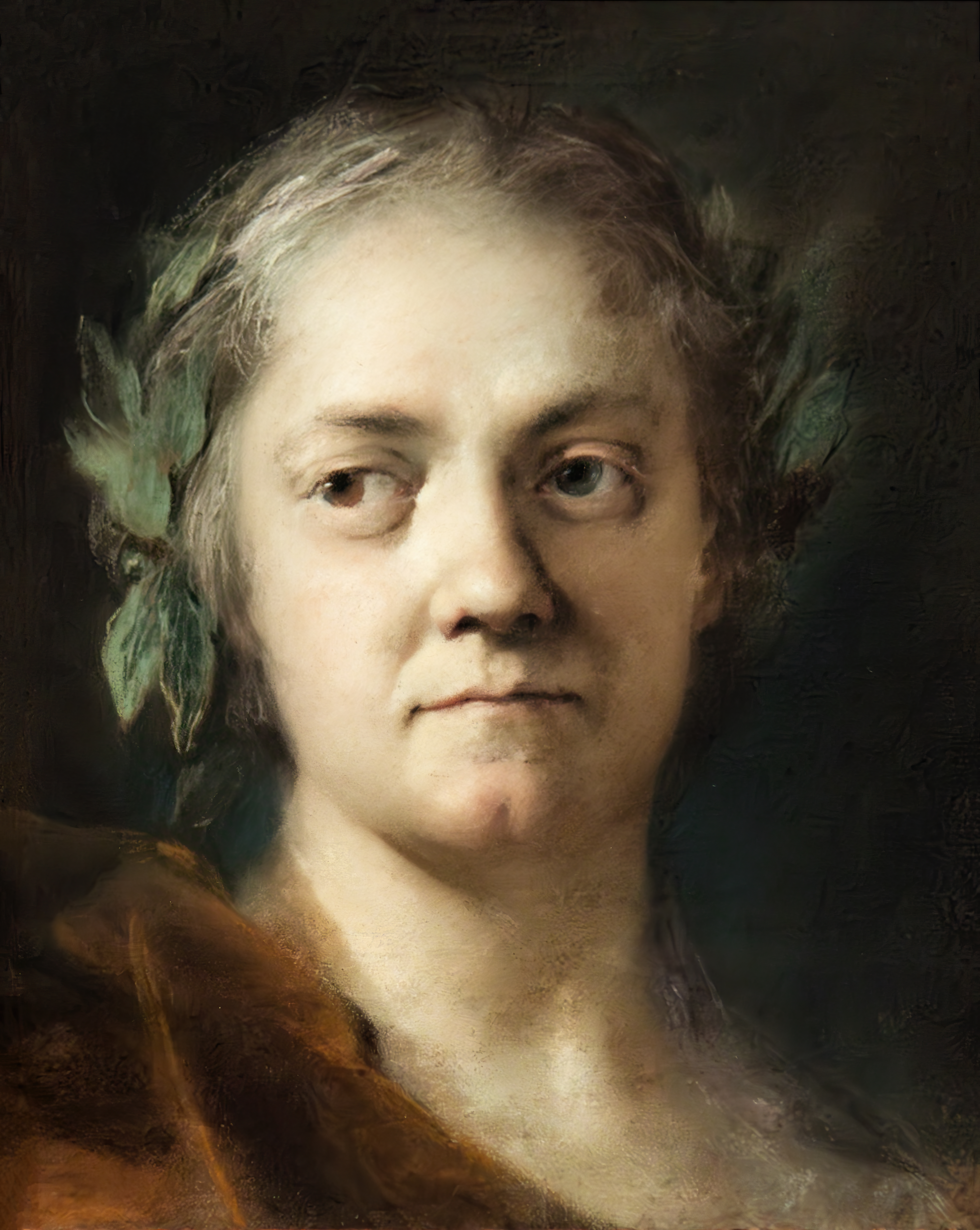
Autoretrat
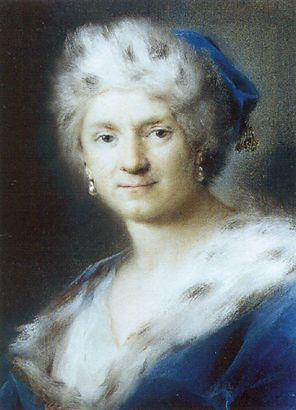
Autoretrat com a hivern
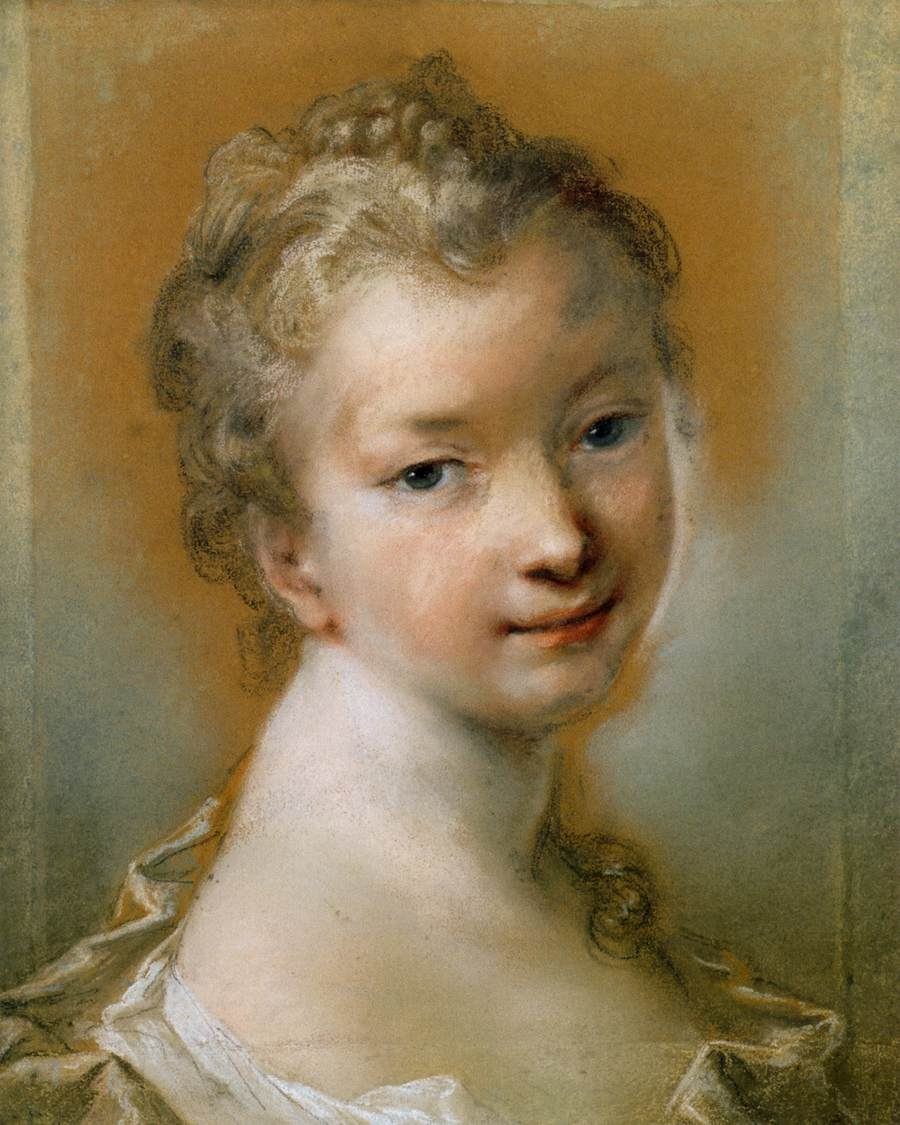
Noia
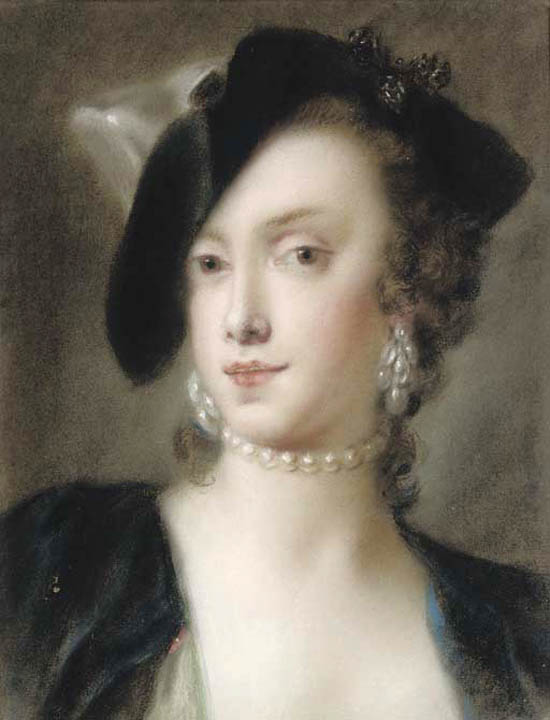
Caterina Sagredo Barbarigo
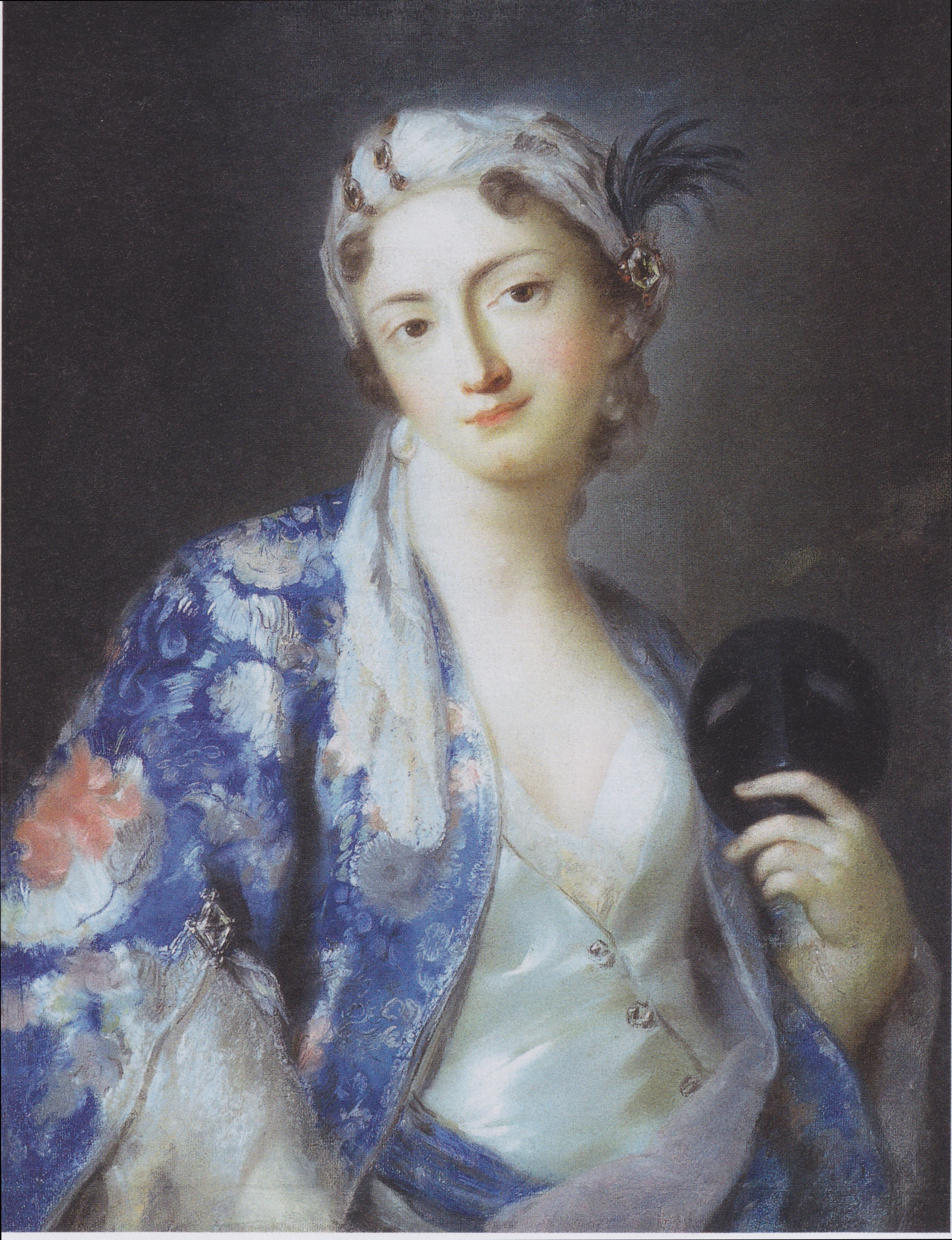
Felicita Sartori vestida de turca
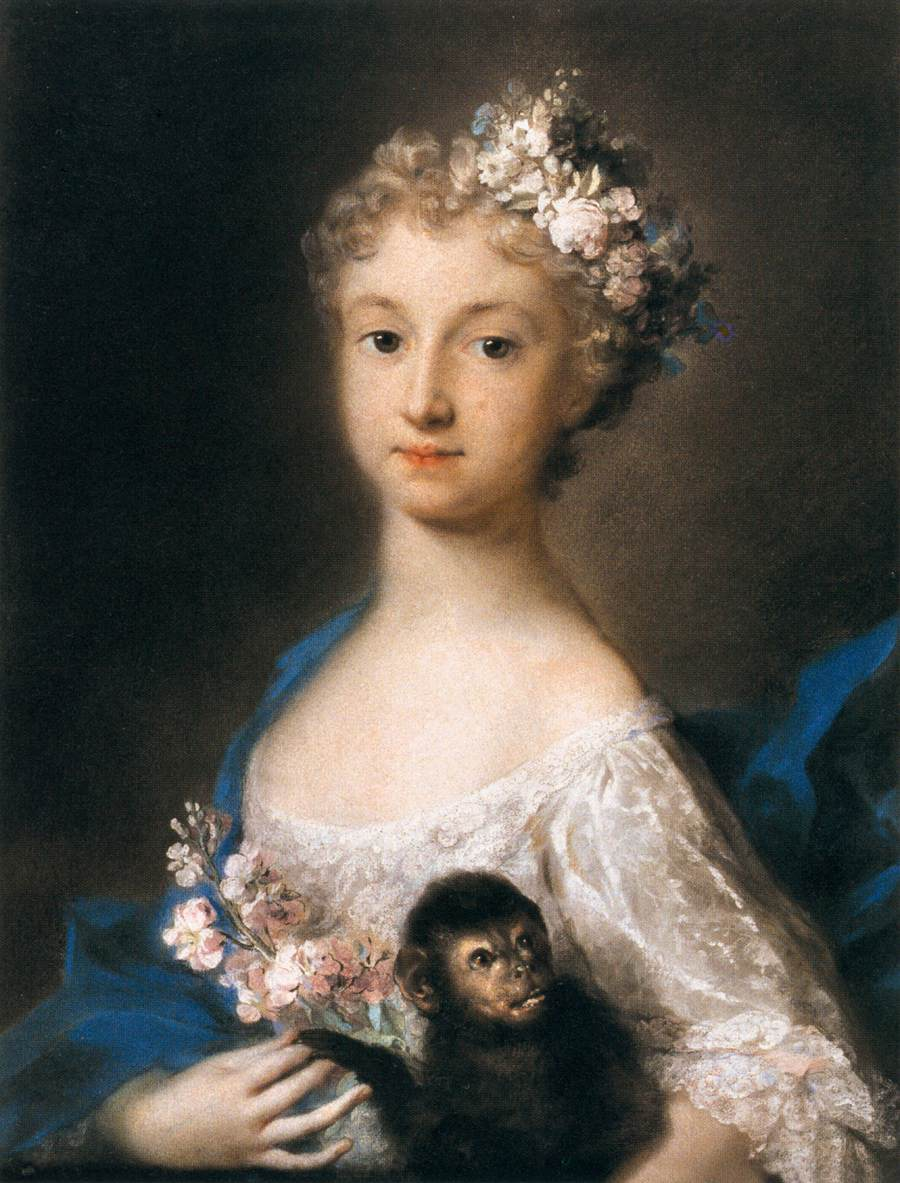
Noia amb mico
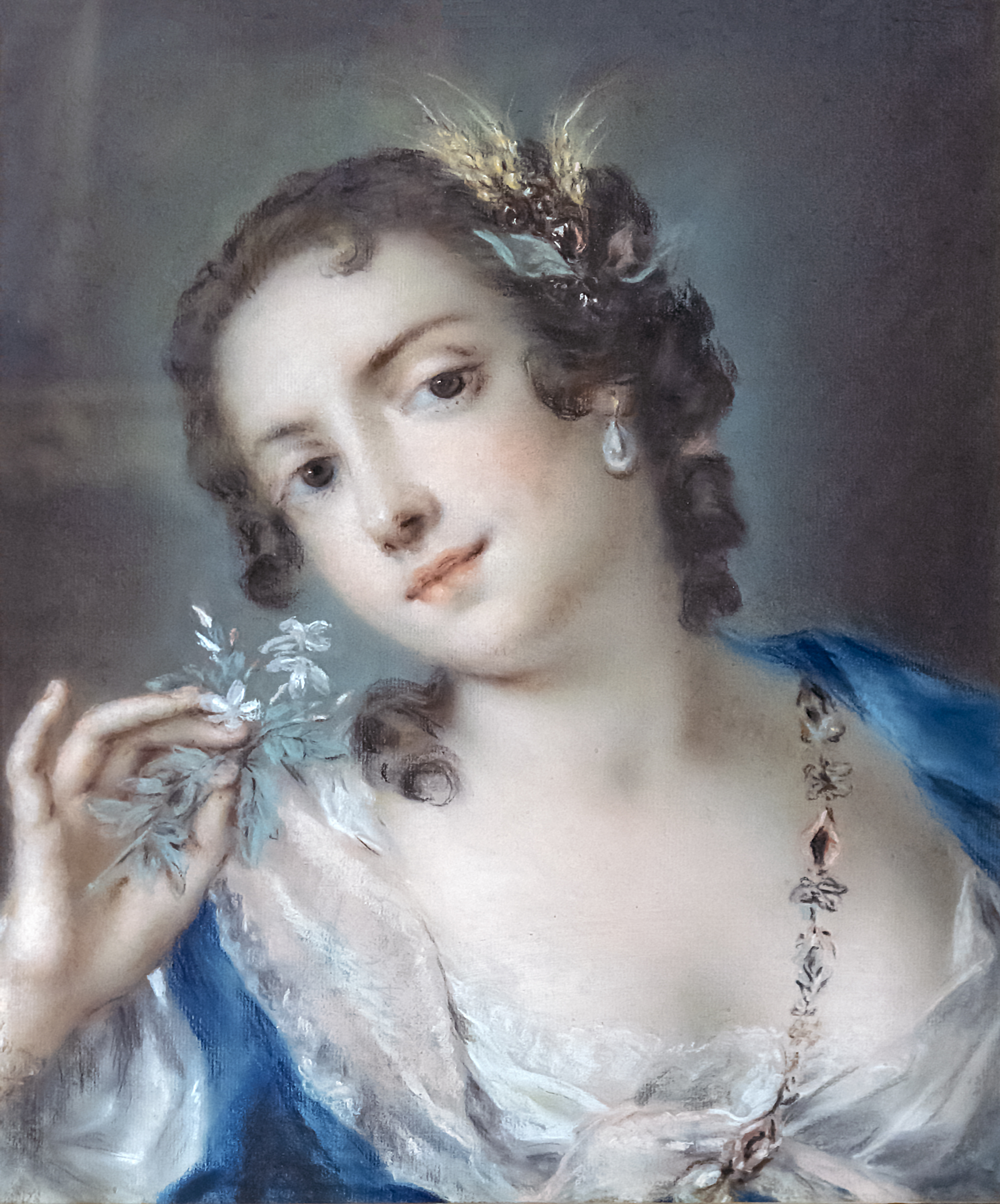
Estiu
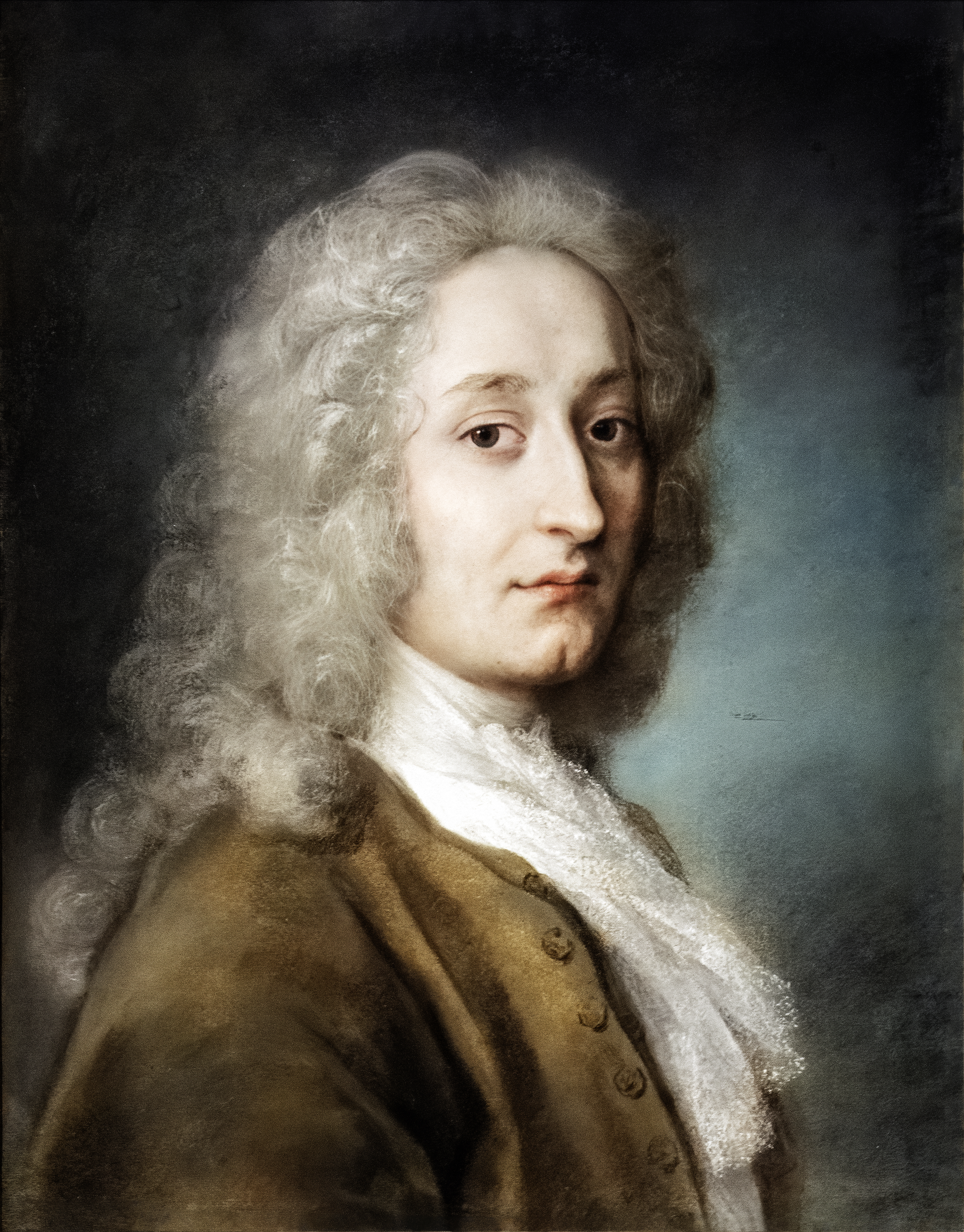
Antoine Watteau
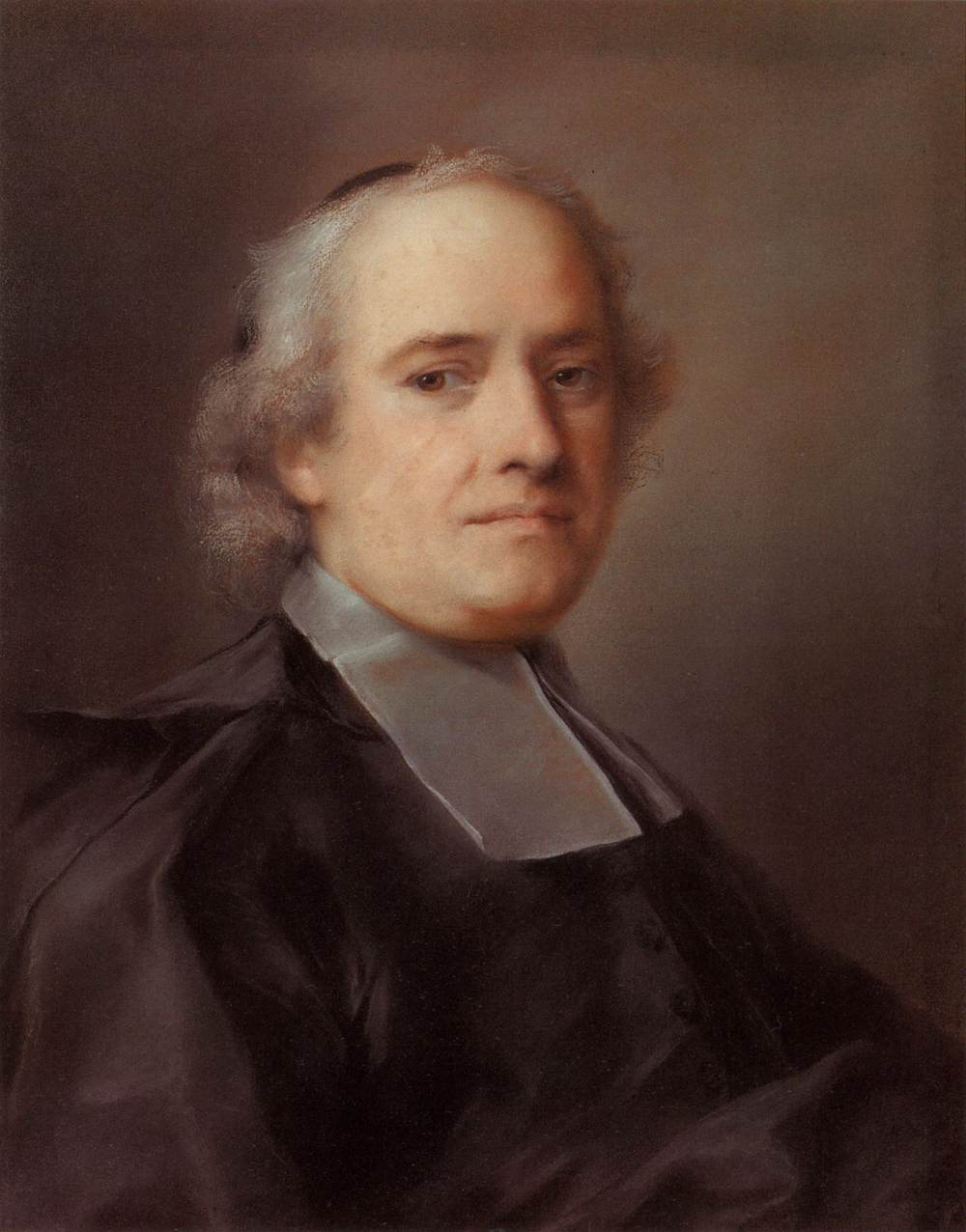
El cònsol francès Le Blond
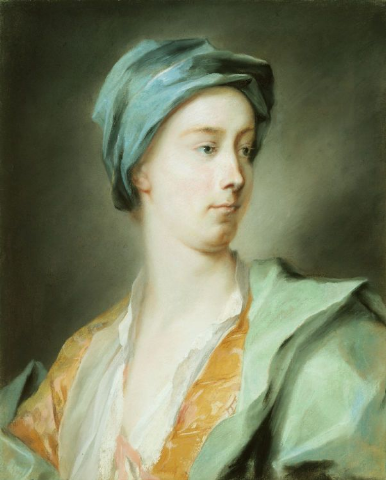
Philip Wharton, 1r duc de Wharton
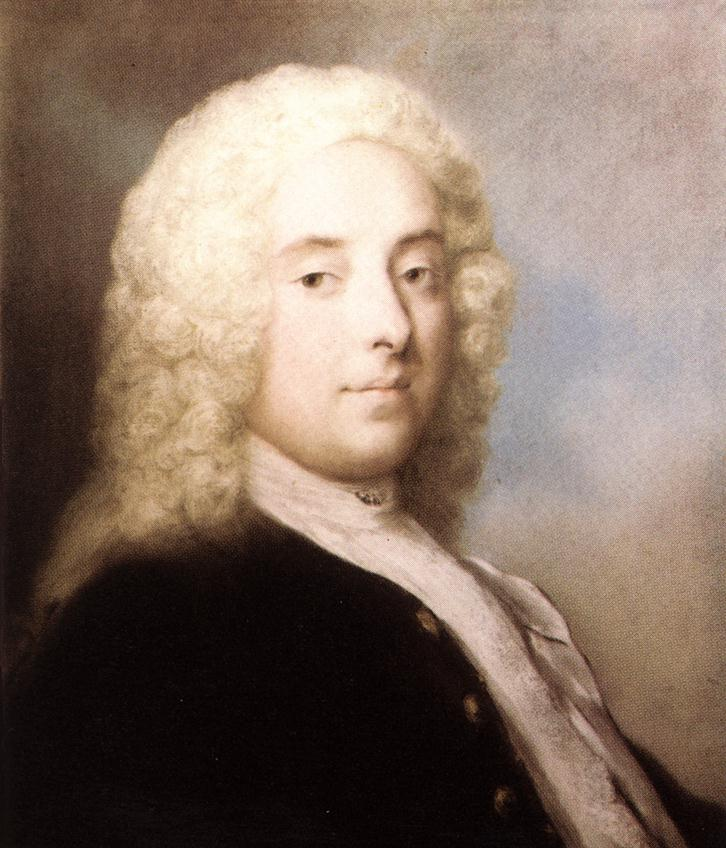
Jove cavaller
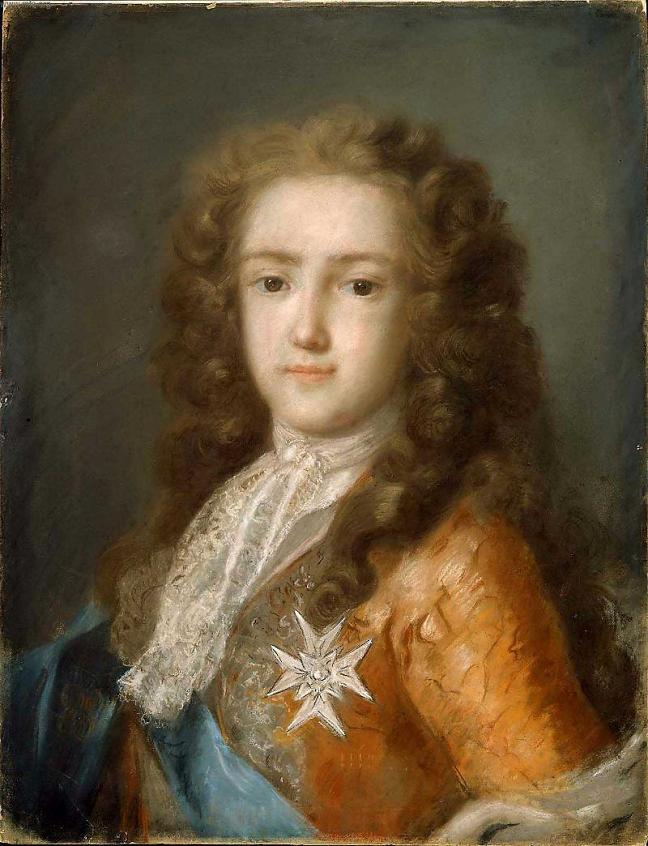
Lluís XV de França
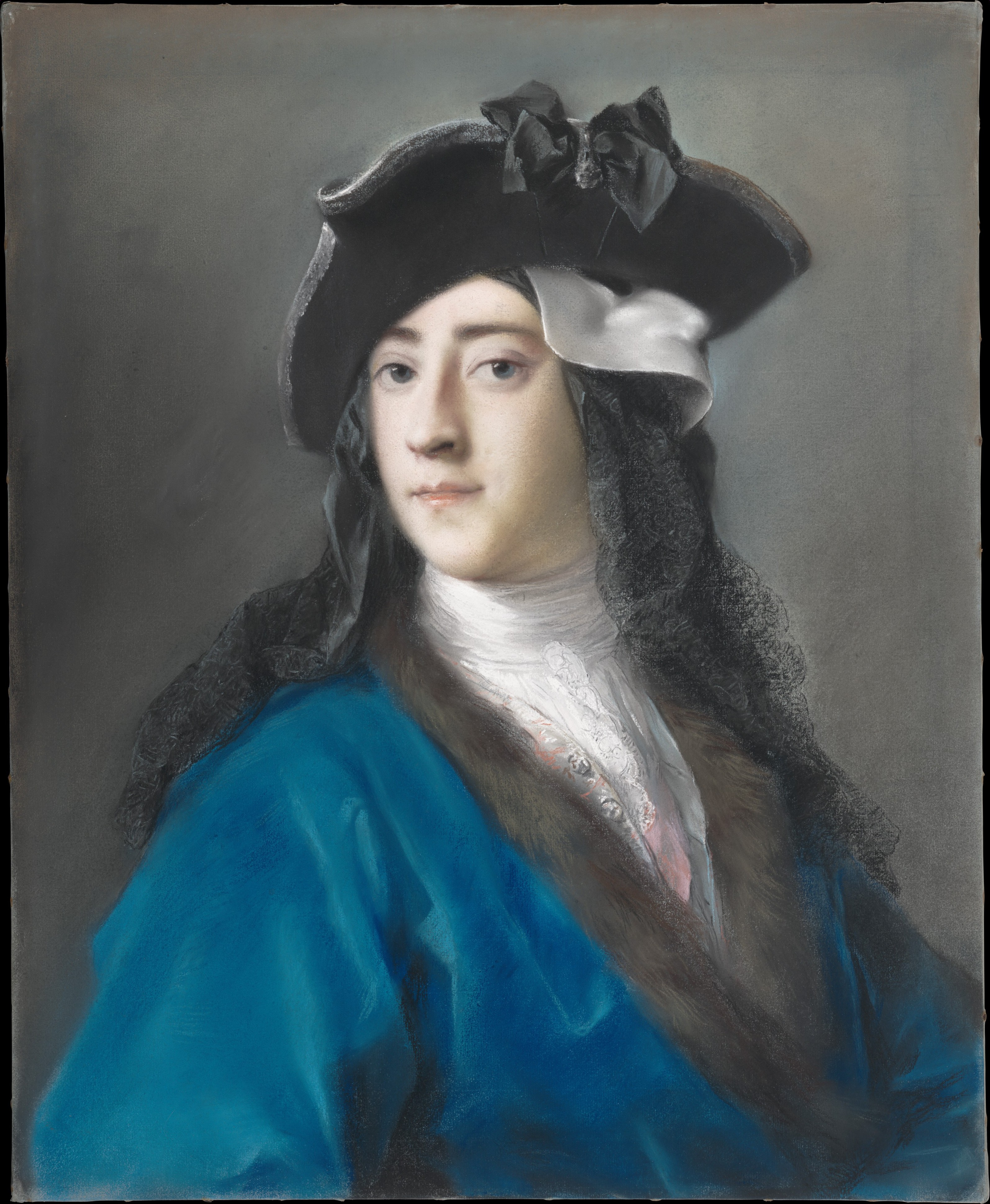
Gustavus Hamilton, 2n vescomte Boyne
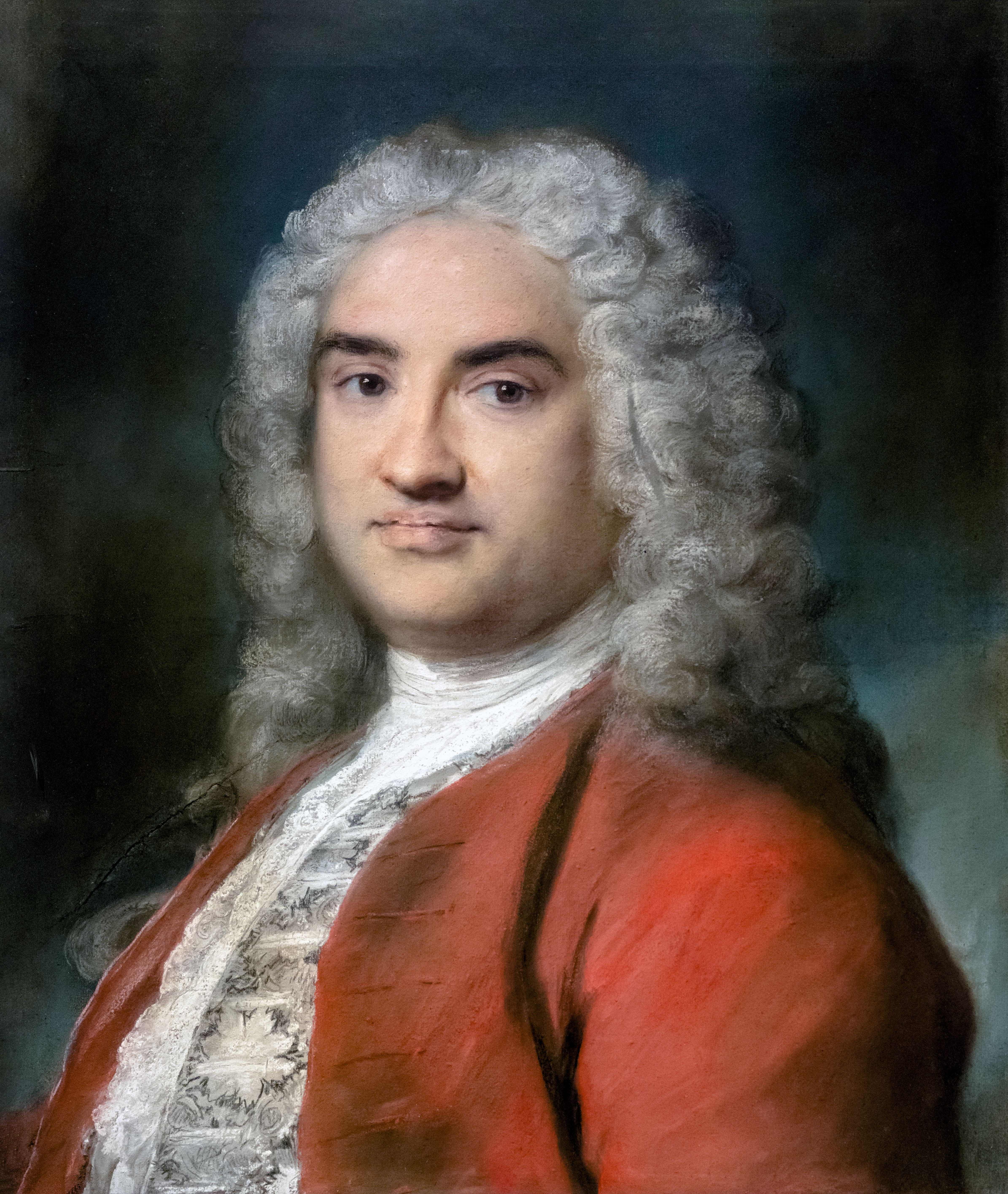
Cavaller en vermell
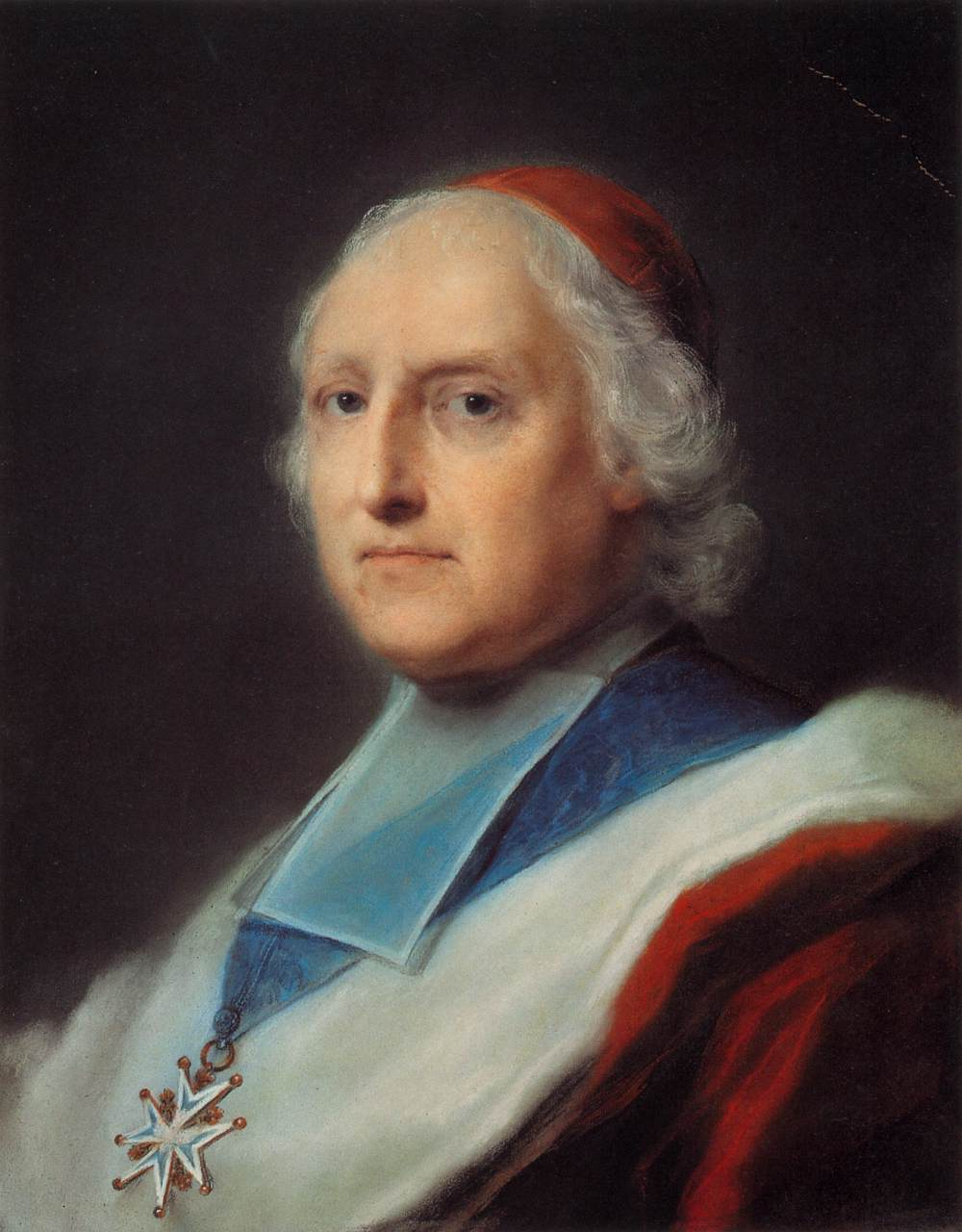
Cardenal Melchior de Polignac
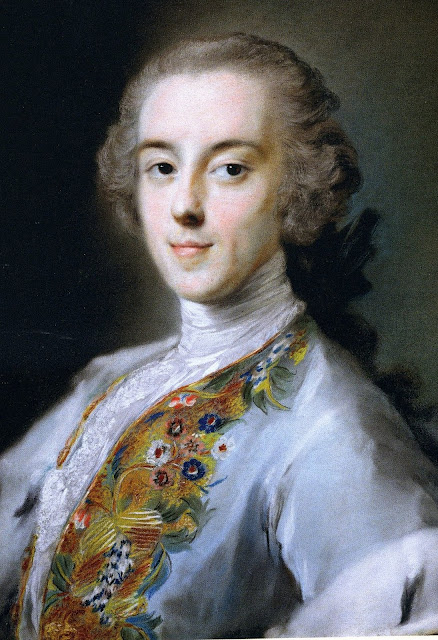
Horace Walpole